# Michaela Košťálová
Michaela Košťálová (* 1987 Praha) je spisovatelka a autorka literatury faktu. 

## Život
V roce 2002 absolvovala střední uměleckořemeslnou školu. Poté studovala dějiny umění a kultury na Katolické teologické fakultě Univerzitě Karlově. Roku 2015 obhájila rigorózní práci. Zabývá se převážně osudy herců a politiků.

## Dílo
- Růžena Šlemrová: Pikantní dáma, 2010. ISBN 978-80-7229-248-6
- Hlášky herců První republiky, 2011. ISBN 978-80-7229-261-5
- Tragický osud Simony Monyové, 2011.
- Václav Havel: Vzpomínková kniha, 2011 (odborná spolupráce). ISBN 978-80-7229-260-8
- Hana Hegerová: Originální a svá, 2011. ISBN 978-80-7229-264-6
- Průšvihy Zdeňky Baldové, 2012. ISBN 978-80-7229-321-6
- Naďa Konvalinková, 2012. ISBN 978-80-7229-320-9
- Hlášky a bonmoty slavných i neslavně proslulých, 2013. ISBN 978-80-7229-377-3

- Rodokmen a soukromí TGM, 2013. ISBN 978-80-7229-369-8
- 1914 – 2014 Koruna Palace Palác Koruna, Václavské náměstí 1, Praha 1, 2013/2014 (odborná spolupráce).
- Fenomén Hercule Poirot, 2014. ISBN 978-80-7229-542-5
- Soukromí Milady Horákové, 2014. ISBN 978-80-7229-537-1
- Skryté soukromí Karla IV., 2015. ISBN 978-80-7229-556-2

- Ze zákulisí života královny Alžběty II., 2016. ISBN 978-80-7229-585-2
- Charlotta Masaryková – Ve stínu…, 2016. ISBN 978-80-7229-586-9
- Karel Čapek – V slzách a věčnosti, 2017. ISBN 978-80-7229-614-9
- Sága rodu Masaryků, 2018. ISBN 978-80-7229656-9